# Evert van Aelst

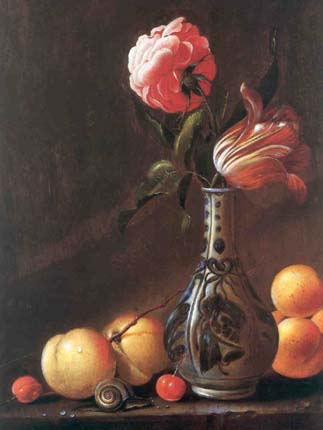
Martwa natura, ok. 1650

Evert van Aelst (ur. 1602 w Delfcie, zm. 19 lutego 1657 tamże) – holenderski malarz barokowy. Stryj i nauczyciel malarza Willema van Aelsta.

## Życiorys
Życie artysty zostało słabo poznane. W 1632 został członkiem gildii św. Łukasza w Delfcie. Według historiografa sztuki Arnolda Houbrakena był potomkiem flamandzkiego malarza Pietera van Aelsta. Już na początku swojej kariery odniósł sukces artystyczny i finansowy, jednak zmarł w ubóstwie i długach, które spłacał obrazami. Pod koniec życia był alkoholikiem. Pochowany 22 lutego 1657 w amsterdamskim Oude Kerk.

## Twórczość
Evert van Aelst malował efektowne kolorystycznie martwe natury, które odznaczają się finezją i precyzją wykonania. Najczęściej przedstawiał owoce, kwiaty i martwe ptaki, rzadziej inne zwierzęta i trofea myśliwskie. W jego pracach widać wyraźny wpływ Pietera Claesza, charakteryzują się one bardzo wiernym przedstawieniem natury. Był nauczycielem kilku malarzy, jego uczniami byli m.in. jego bratanek Willem van Aelst oraz Isaac Denies, Adam Pick i prawdopodobnie Emanuel de Witte.